# Luguru-Axt
Die Luguru-Axt ist eine traditionelle Form für eine afrikanische Axt. Afrikanische Äxte wurden in verschiedenen Ländern und von verschiedenen Ethnien Afrikas als Kriegs-, Jagd-, Kultur- und Standeswaffe entwickelt und genutzt. Die jeweilige Bezeichnung der Waffe bezieht sich auf eine Ausprägung dieses Waffentyps, die einer bestimmten Ethnie zugeordnet wird.

## Beschreibung
Die Luguru-Axt hat eine lange Klinge, die im Schneidenbereich breit ist und zum Ende hin schmaler und spitz wird. Die Klinge läuft durch den Schaft und ist auf der klingenabgewandten Seite leicht gebogen. Bei den meisten Ausführungen ist das Ende pfriemartig ausgeschmiedet. Der Schaft der Axt ist aus Holz und rund. Das obere Ende ist oft in Form eines menschlichen Kopfes geschnitzt. Die Luguru-Äxte dienten als Kampf- und Standeswaffen. Sie wurden von der Ethnie der Luguru benutzt, die im heutigen Staat Tansania lebt und nach der die Uluguru Gebirgskette benannt wurde.